# Titulus
Titulus (latin för 'titel', 'överskrift', 'inskrift', plural tituli) betecknar inom katolsk kanonisk rätt den kyrka som en katolsk kardinal innehar som titelkyrka. Varje kardinalpräst och kardinaldiakon får vid utnämningen sig tilldelad en särskild kyrka i Rom. 
Under de första århundradena e.Kr., då kristendomsförföljelser förekom, samlades de kristna i privathus, så kallade tituli, där ett gudstjänstrum var inrett. Dessa gudstjänstrum hade vanligtvis en exteriör inskrift med privatpersonens namn.

## Lista över tituli
De ursprungliga tituli var tio till antalet.
| Titulus                                     | Nuvarande kyrka           |
| ------------------------------------------- | ------------------------- |
| Titulus Aequitii                            | San Martino ai Monti      |
| Titulus ”iuxta Pallacinas”                  | San Marco                 |
| Titulus Iulii                               | Santa Maria in Trastevere |
| Titulus Apostolorum prope Via Lata          | Santi XII Apostoli        |
| Titulus Lucinae                             | San Lorenzo in Lucina     |
| Titulus Damasi                              | San Lorenzo in Damaso     |
| Titulus Vestinae                            | San Vitale                |
| Titulus Clementis                           | San Clemente              |
| Titulus Pudentis                            | Santa Pudenziana          |
| Titulus Bizantis senare Titulus ”Pammachii” | San Giovanni e Paolo      |

Under en synod i Rom den 1 mars 499 fastställde påve Symmachus ytterligare arton tituli.
| Titulus             | Nuvarande kyrka                                         |
| ------------------- | ------------------------------------------------------- |
| Titulus Aemilianae  | Santi Quattro Coronati                                  |
| Titulus Anastasiae  | Sant'Anastasia                                          |
| Titulus Apostolorum | San Pietro in Vincoli                                   |
| Titulus Chrysogoni  | San Crisogono                                           |
| Titulus Cyriaci     | Kyrkan i ruin 1590 (San Ciriaco alle Terme Diocleziane) |
| Titulus Caeciliae   | Santa Cecilia in Trastevere                             |
| Titulus Crescentiae | San Sisto Vecchio                                       |
| Titulus Eusebii     | Sant'Eusebio                                            |
| Titulus Fasciolae   | Santi Nereo ed Achilleo                                 |
| Titulus Gai         | Santa Susanna                                           |
| Titulus Marcelli    | San Marcello                                            |
| Titulus Matthaei    | Kyrkan riven 1798 (San Matteo in Merulana)              |
| Titulus Nicomedis   | Santi Marcellino e Pietro                               |
| Titulus Praxedis    | Santa Prassede                                          |
| Titulus Priscae     | Santa Prisca                                            |
| Titulus Sabinae     | Santa Sabina                                            |
| Titulus Tigridae    | Santa Balbina                                           |
| Titulus Romanus     | Ej säkerställt                                          |

Sedan den 28 juni 2017 existerar det 163 titelkyrkor (tituli) för kardinalpräster.

## Titelkyrkor för kardinalpräster
| Titulus                                                                   | Kardinalpräst                               |
| ------------------------------------------------------------------------- | ------------------------------------------- |
| Sant'Agnese fuori le Mura (basilika)                                      | Camillo Ruini                               |
| Sant'Agostino                                                             | Jean-Pierre Ricard                          |
| Sant'Alberto Magno                                                        | Virgílio do Carmo da Silva                  |
| Santi Ambrogio e Carlo (basilika)                                         | vakant sedan augusti 2017                   |
| Sant'Anastasia al Palatino (basilika)                                     | Eugenio Dal Corso                           |
| Sant'Andrea al Quirinale                                                  | Odilo Scherer                               |
| Sant'Andrea della Valle (basilika)                                        | Dieudonné Nzapalainga                       |
| Sant'Andrea delle Fratte (basilika)                                       | Ennio Antonelli                             |
| Santi Andrea e Gregorio Magno al Celio                                    | Francesco Montenegro                        |
| Sant'Angela Merici                                                        | Sigitas Tamkevičius                         |
| Sant'Antonio da Padova in Via Merulana (basilika)                         | Américo Aguiar                              |
| Sant'Antonio da Padova in Via Tuscolana                                   | Jean Zerbo                                  |
| Sant'Antonio dei Portoghesi                                               | Manuel José Macário do Nascimento Clemente  |
| Sant'Apollinare                                                           | avskaffad 1587 för San Biagio dell'Anello   |
| Santi Aquila e Priscilla                                                  | Juan García Rodríguez                       |
| Sant'Atanasio                                                             | Lucian Mureșan                              |
| Sant'Atanasio a Via Tiburtina                                             | Gabriel Zubeir Wako                         |
| Santa Balbina (basilika)                                                  | Péter Erdő                                  |
| Santa Barbara                                                             | avskaffad 1587                              |
| San Bartolomeo all'Isola (basilika)                                       | Blase Joseph Cupich                         |
| San Bernardo alle Terme                                                   | George Alencherry                           |
| San Biagio dell'Anello                                                    | avskaffad 1616                              |
| Santi Bonifacio e Alessio (ursprungligen benämnd Sant'Alessio) (basilika) | Paulo Cezar Costa                           |
| San Callisto                                                              | Willem Jacobus Eijk                         |
| San Camillo de Lellis (basilika)                                          | Juan Luis Cipriani Thorne                   |
| San Carlo ai Catinari                                                     | avskaffad 1627                              |
| San Carlo al Corso                                                        | avskaffad 1639                              |
| San Cesareo in Palatio                                                    | avskaffad 1587                              |
| Santa Cecilia in Trastevere (basilika)                                    | Gualtiero Bassetti                          |
| Santa Chiara a Vigna Clara                                                | Vinko Puljić                                |
| San Ciriaco alle Terme Diocleziane                                        | avskaffad 1587 för Santi Quirico e Giulitta |
| San Clemente al Laterano (basilika)                                       | Arrigo Miglio                               |
| San Corbiniano                                                            | Reinhard Marx                               |
| San Crisogono (basilika)                                                  | Andrew Yeom Soo-jung                        |
| Santa Croce in Gerusalemme                                                | Juan José Omella Omella                     |
| Santa Croce in Via Flaminia (basilika)                                    | Sérgio da Rocha                             |
| Sacro Cuore di Gesù Agonizzante a Vitinia                                 | Jean-Paul Vesco                             |
| Sacro Cuore di Maria                                                      | Julius Darmaatmadja, S.J.                   |
| Santissimi Cuori di Gesù e Maria a Tor Fiorenza                           | Edoardo Menichelli                          |
| Santa Dorotea                                                             | Jorge Enrique Jiménez Carvajal              |
| Santa Emerenziana a Tor Fiorenza                                          | Jean-Pierre Kutwa                           |
| Sant'Eufemia                                                              | avskaffad 1587                              |
| Sant'Eusebio                                                              | Daniel DiNardo                              |
| Santi Fabiano e Venanzio a Villa Fiorelli                                 | Carlos Aguiar Retes                         |
| Sacra Famiglia di Nazareth a Centocelle                                   | Luis Cabrera Herrera                        |
| Santi Filippo e Giacomo                                                   | tidigare benämning för Santi XII Apostoli   |
| San Felice da Cantalice a Centocelle                                      | Luis Antonio Tagle                          |
| San Francesco a Ripa                                                      | Norberto Rivera Carrera                     |
| San Francesco d'Assisi ad Acilia                                          | Wilfrid Napier                              |
| San Frumenzio ai Prati Fiscali                                            | Robert McElroy                              |
| San Gabriele dell'Addolorata                                              | Júlio Duarte Langa                          |
| San Gabriele Arcangelo all'Acqua Traversa                                 | Fridolin Ambongo Besungu                    |
| San Gerardo Maiella                                                       | Rubén Salazar Gómez                         |
| Gesù Divin Lavoratore                                                     | Christoph Schönborn, O.P.                   |
| Gesù Divin Maestro alla Pineta Sacchetti                                  | Roberto Repole                              |
| Santa Galla                                                               | Daniel Fernando Sturla Berhouet, S.D.B.     |
| San Giacomo in Augusta                                                    | Chibly Langlois                             |
| San Gioacchino ai Prati di Castello                                       | Leopoldo José Brenes Solórzano              |
| Santi Gioacchino e Anna al Tuscolano                                      | Toribio Porco Ticona                        |
| Santa Giovanna Antida Thouret                                             | Dominique Mathieu                           |
| San Giovanni a Porta Latina                                               | Adalberto Martínez Flores                   |
| San Giovanni Battista dei Fiorentini (basilika)                           | Giuseppe Petrocchi                          |
| San Giovanni Battista de Rossi                                            | John Ribat, M.S.C.                          |
| San Giovanni Crisostomo a Monte Sacro Alto                                | Jean-Claude Hollerich                       |
| Santi Giovanni e Paolo (basilika)                                         | Jozef De Kesel                              |
| San Giovanni Evangelista a Spinaceto                                      | Álvaro Ramazzini                            |
| Santi Giovanni Evangelista e Petronio                                     | Baltazar Enrique Porras Cardozo             |
| San Giovanni Leonardi                                                     | Tarcisio Isao Kikuchi                       |
| San Giovanni Maria Vianney                                                | Rainer Maria Woelki                         |
| San Girolamo a Corviale                                                   | Luis Héctor Villalba                        |
| San Girolamo dei Croati                                                   | Josip Bozanić                               |
| San Giuda Taddeo Apostolo                                                 | Adalberto Martínez Flores                   |
| San Giuseppe all'Aurelio                                                  | Gérald Cyprien Lacroix, I.S.P.X.            |
| San Giuseppe da Copertino                                                 | José Luis Lacunza Maestrojuán, O.A.R.       |
| San Giustino                                                              | Pham Minh Man                               |
| Gran Madre di Dio                                                         | Angelo Bagnasco                             |
| San Gregorio Barbarigo alle Tre Fontane                                   | Désiré Tsarahazana                          |
| San Gregorio Magno alla Magliana Nuova                                    | Jaime Spengler                              |
| San Gregorio VII                                                          | Baselios Cleemis                            |
| Sant'Ippolito                                                             | John Atcherley Dew                          |
| Sant'Ireneo a Centocelle                                                  | Charles Maung Bo, S.D.B.                    |
| San Leonardo da Porto Maurizio ad Acilia                                  | Leonardo Ulrich Steiner                     |
| San Leone I                                                               | Cristóbal López Romero                      |
| San Liborio                                                               | Peter Turkson                               |
| San Lorenzo in Damaso (basilika)                                          | Antonio María Rouco Varela                  |
| San Lorenzo in Lucina (basilika)                                          | Malcolm Ranjith                             |
| San Lorenzo in Panisperna                                                 | Michael Michai Kitbunchu                    |
| San Luca a Via Prenestina                                                 | Luis José Rueda Aparicio                    |
| Santa Lucia a Piazza d'Armi                                               | Théodore-Adrien Sarr                        |
| San Luigi dei Francesi                                                    | vakant sedan juli 2025                      |
| San Luigi Maria Grignion de Montfort                                      | Serafim Fernandes de Araújo                 |
| Santi Marcellino e Pietro al Laterano                                     | Dominik Jaroslav Duka, O.P.                 |
| San Marcello                                                              | Giuseppe Betori                             |
| San Marco Evangelista al Campidoglio (basilika)                           | Angelo De Donatis                           |
| San Marco in Agro Laurentino                                              | Domenico Battaglia                          |
| San Matteo in Merulana                                                    | avskaffad 1801                              |
| Santa Maria Addolorata                                                    | Francis Xavier Kriengsak Kovitvanit         |
| Santa Maria Addolorata a Piazza Buenos Aires                              | vakant sedan augusti 2025                   |
| Santa Maria ai Monti                                                      | Jean-Marc Aveline                           |
| Santa Maria Assunta e San Giuseppe a Primavalle                           | Baldassare Reina                            |
| Santa Maria Consolatrice al Tiburtino                                     | Philippe Nakellentuba Ouédraogo             |
| Santa Maria degli Angeli e dei Martiri (basilika)                         | Anders Arborelius                           |
| Santa Maria della Pace                                                    | Francisco Javier Errázuriz Ossa             |
| Santa Maria della Presentazione                                           | Francisco Robles Ortega                     |
| Santa Maria della Salute a Primavalle                                     | Frank Leo                                   |
| Santa Maria della Speranza                                                | Óscar Andrés Rodríguez Maradiaga, S.D.B.    |
| Santa Maria della Vittoria                                                | Seán Patrick O'Malley, O.F.M. Cap.          |
| Santa Maria delle Grazie a Casal Boccone                                  | Carlos Castillo Mattasoglio                 |
| Santa Maria delle Grazie a Via Trionfale                                  | Joseph William Tobin, C.SS.R.               |
| Santa Maria del Monte Carmelo a Mostacciano                               | Anthony Olubunmi Okogie                     |
| Santa Maria del Popolo (basilika)                                         | Stanisław Dziwisz                           |
| Santa Maria Domenica Mazzarello                                           | Stephen Brislin                             |
| Immacolata al Tiburtino                                                   | Raymundo Damasceno Assis                    |
| Immacolata Concezione di Maria a Grottarossa                              | Wilton Daniel Gregory                       |
| Santa Maria Immacolata di Lourdes a Boccea                                | François-Xavier Bustillo                    |
| Santa Maria in Ara Coeli (basilika)                                       | Salvatore De Giorgi                         |
| Santa Maria in Monserrato degli Spagnoli                                  | José Cobo Cano                              |
| Santa Maria in Traspontina                                                | Marc Ouellet, P.S.S.                        |
| Santa Maria in Trastevere (basilika)                                      | Carlos Osoro Sierra                         |
| Santa Maria in Vallicella                                                 | Ricardo Blázquez Pérez                      |
| Santa Maria in Via                                                        | Filipe Neri Ferrão                          |
| Santa Maria Madre della Provvidenza a Monte Verde                         | Orani João Tempesta, O.Cist.                |
| Santa Maria Madre del Redentore a Tor Bella Monaca                        | Joseph Zen Ze-kiun, S.D.B.                  |
| Santa Maria Nova (numera Santa Francesca Romana) (basilika)               | Péter Erdő                                  |
| Regina degli Apostoli alla Montagnola (Regina Apostolorum) (basilika)     | John Tong Hon                               |
| Santa Maria Regina Mundi a Torre Spaccata                                 | Orlando Beltrán Quevedo, O.M.I.             |
| Santa Maria Regina Pacis a Monte Verde                                    | Oscar Cantoni                               |
| Santa Maria Regina Pacis in Ostia Mare                                    | William Goh                                 |
| Santa Maria sopra Minerva (basilika)                                      | António Marto                               |
| Santa Maria Stella Maris                                                  | Ladislav Német                              |
| Santa Maria Maddalena in Campo Marzio                                     | Vicente Bokalic Iglic                       |
| Santi Mario e Compagni Martiri                                            | Ignace Bessi Dogbo                          |
| San Martino ai Monti (basilika)                                           | Kazimierz Nycz                              |
| Santi Martiri dell'Uganda a Poggio Ameno                                  | Peter Okpaleke                              |
| San Mauro Abate                                                           | Fernando Natalio Chomalí Garib              |
| Natività di Nostro Signore Gesù Cristo a Via Gallia                       | Audrys Bačkis                               |
| Santi Nereo e Achilleo                                                    | Celestino Aós Braco                         |
| San Nicola fra le Immagini                                                | avskaffad 1587                              |
| Santissimo Nome di Maria in Via Latina                                    | Gaudencio Rosales                           |
| Nostra Signora de La Salette                                              | Polycarp Pengo                              |
| Nostra Signora del Santissimo Sacramento e Santi Martiri Canadesi         | Patrick D'Rozario, C.S.C.                   |
| Nostra Signora di Guadalupe a Monte Mario                                 | Timothy Michael Dolan                       |
| Nostra Signora di Guadalupe e San Filippo Martire                         | Juan Sandoval Íñiguez                       |
| Sant'Onofrio                                                              | Pierbattista Pizzaballa                     |
| San Pancrazio (basilika)                                                  | Antonio Cañizares Llovera                   |
| Santa Paola Romana                                                        | Soane Patita Paini Mafi                     |
| San Paolo della Croce a Corviale                                          | Oswald Gracias                              |
| San Patrizio                                                              | Thomas Christopher Collins                  |
| Santi Pietro e Paolo a Via Ostiense (basilika)                            | Pedro Barreto                               |
| San Pietro in Montorio                                                    | James Stafford                              |
| San Pietro in Vincoli (basilika)                                          | Donald Wuerl                                |
| San Pio X alla Balduina                                                   | Nicolás de Jesús López Rodríguez            |
| San Policarpo all'Acquedotto Claudio                                      | Alberto Suárez Inda                         |
| Santa Prassede (basilika)                                                 | Paul Poupard                                |
| Preziosissimo Sangue di Nostro Signore Gesù Cristo                        | John Njue                                   |
| Santa Prisca                                                              | Justin Francis Rigali                       |
| Santi Protomartiri a Via Aurelia Antica                                   | Anthony Poola                               |
| Santa Pudenziana (basilika)                                               | Thomas Aquino Manyo Maeda                   |
| Santi Quattro Coronati (basilika)                                         | Roger Mahony                                |
| Santi Quirico e Giulitta                                                  | Seán Brady                                  |
| Santissimo Redentore e Sant'Alfonso in Via Merulana                       | Vincent Gerard Nichols                      |
| Santissimo Redentore a Val Melaina                                        | Ricardo Ezzati Andrello, S.D.B.             |
| San Roberto Bellarmino                                                    | Mario Aurelio Poli                          |
| San Romano Martire                                                        | Berhaneyesus Demerew Souraphiel, C.M.       |
| Santa Sabina all'Aventino (basilika)                                      | vakant sedan augusti 2022                   |
| Santissimo Sacramento a Tor de' Schiavi                                   | Gregorio Rosa Chávez                        |
| San Saturnino                                                             | John Onaiyekan                              |
| San Sebastiano fuori le Mura (basilika)                                   | Lluís Martínez Sistach                      |
| San Silvestro in Capite                                                   | Louis-Marie Ling Mangkhanekhoun             |
| Santa Silvia                                                              | Jānis Pujats                                |
| San Simeone Profeta                                                       | avskaffad 1587                              |
| Santi Simone e Giuda Taddeo a Torre Angela                                | Pietro Parolin                              |
| San Sisto Vecchio (basilika)                                              | Antoine Kambanda                            |
| Santa Sofia a Via Boccea (basilika)                                       | Mykola Bychok                               |
| Spirito Santo alla Ferratella                                             | Ivan Dias                                   |
| Santo Stefano Rotondo (basilika)                                          | Friedrich Wetter                            |
| Santa Susanna                                                             | vakant sedan december 2017                  |
| Santa Teresa d'Avila al Corso d'Italia (basilika)                         | Maurice Piat, C.S.Sp.                       |
| San Timoteo                                                               | Arlindo Gomes Furtado                       |
| San Tommaso Apostolo                                                      | Peter Nguyễn Văn Nhơn                       |
| San Tommaso in Parione                                                    | avskaffad 1937                              |
| Trasfigurazione di Nostro Signore Gesù Cristo                             | Pablo Virgilio David                        |
| San Trifone (San Trifone in Posterula)                                    | avskaffad 1587                              |
| Santissima Trinità al Monte Pincio                                        | Philippe Barbarin                           |
| Sant'Ugo                                                                  | Emmanuel Wamala                             |
| San Vitale                                                                | avskaffad 1596                              |
| Santi Vitale, Valeria, Gervasio e Protasio (basilika)                     | Adam Maida                                  |
| Santi XII Apostoli (benämnd Santi Filippo e Giacomo till 560) (basilika)  | Angelo Scola                                |

År 2017 existerar det 69 titeldiakonior för kardinaldiakoner.

## Diakonior för kardinaldiakoner
| Diakonia                                                       | Kardinaldiakon                               |
| -------------------------------------------------------------- | -------------------------------------------- |
| Sant'Adriano al Foro                                           | avskaffad 1946 för San Paolo alla Regola     |
| Sant'Agata dei Goti                                            | Raymond Leo Burke                            |
| Sant'Agnese in Agone (titulus till 1654)                       | Gerhard Ludwig Müller                        |
| Sant'Ambrogio della Massima                                    | Claudio Gugerotti                            |
| Santi Angeli Custodi a Città Giardino                          | Angelo Acerbi                                |
| Sant'Angelo in Pescheria                                       | vakant sedan juni 2025                       |
| Annunciazione della Beata Vergine Maria a Via Ardeatina        | Domenico Calcagno                            |
| Sant'Anselmo all'Aventino                                      | Lorenzo Baldisseri                           |
| Sant'Antonio di Padova a Circonvallazione Appia                | George Koovakad                              |
| Sant'Apollinare alle Terme Neroniane-Alessandrine (basilika)   | Raniero Cantalamessa                         |
| San Benedetto fuori Porta San Paolo                            | Christophe Pierre                            |
| Santi Biagio e Carlo ai Catinari                               | Leonardo Sandri                              |
| San Cesareo in Palatio                                         | Antonio Maria Vegliò                         |
| Santi Cosma e Damiano (basilika)                               | Mario Grech                                  |
| Sacro Cuore di Cristo Re (basilika)                            | Stanisław Ryłko                              |
| Sacro Cuore di Gesù a Castro Pretorio (basilika)               | Giuseppe Versaldi                            |
| Dio Padre Misericordioso (pro hac vice titulus)                | Crescenzio Sepe                              |
| San Domenico di Guzman                                         | Manuel Monteiro de Castro                    |
| Santi Domenico e Sisto                                         | José Tolentino de Mendonça                   |
| Santa Elena fuori Porta Prenestina                             | João Braz de Aviz                            |
| Sant'Eugenio (basilika) (pro hac vice titulus)                 | Julián Herranz Casado                        |
| Sant'Eustachio (basilika)                                      | Rolandas Makrickas                           |
| San Filippo Neri in Eurosia                                    | Fabio Baggio                                 |
| San Francesco Saverio alla Garbatella (pro hac vice titulus)   | Franc Rode, C.M.                             |
| San Francesco di Paola ai Monti                                | vakant sedan oktober 2024                    |
| Gesù Buon Pastore alla Montagnola                              | Lazarus You Heung-sik                        |
| San Giorgio al Velabro                                         | Gianfranco Ravasi                            |
| San Giovanni Battista Decollato                                | avskaffad 2013                               |
| San Giovanni Bosco (in Via Tuscolana) (basilika)               | Robert Sarah                                 |
| San Giovanni della Pigna                                       | Raffaele Farina, S.D.B.                      |
| San Girolamo della Carità                                      | vakant sedan november 2024                   |
| San Giuliano dei Fiamminghi                                    | Walter Brandmüller                           |
| San Giuliano Martire                                           | Kevin Joseph Farrell                         |
| San Giuseppe dei Falegnami                                     | Francesco Coccopalmerio                      |
| San Giuseppe in Via Trionfale (basilika)                       | Emil Paul Tscherrig                          |
| Sant'Ignazio                                                   | Luis Ladaria Ferrer                          |
| San Lino                                                       | Giovanni Angelo Becciu                       |
| San Lorenzo in Piscibus                                        | vakant sedan mars 2024                       |
| Santa Lucia del Gonfalone                                      | Aquilino Bocos Merino                        |
| Santa Lucia in Orphea                                          | avskaffad 1587                               |
| Santa Lucia in Septisolio                                      | avskaffad 1587                               |
| Santa Maria ad Martyres (basilika)                             | avskaffad 1929                               |
| Santa Maria in Portico                                         | avskaffad 1662 för Santa Maria in Campitelli |
| Santa Maria Ausiliatrice (basilika)                            | Ángel Fernández Artime                       |
| Santa Maria della Mercede e Sant'Adriano a Villa Albani        | Fernando Vérgez Alzaga                       |
| Santa Maria della Scala                                        | Ernest Simoni                                |
| Santa Maria delle Grazie alle Fornaci fuori Porta Cavalleggeri | Mario Zenari                                 |
| Santa Maria Goretti                                            | Agostino Marchetto                           |
| Santa Maria in Aquiro                                          | vakant sedan december 2024                   |
| Santa Maria in Cosmedin (basilika)                             | vakant sedan 1967                            |
| Santa Maria in Domnica                                         | Marcello Semeraro                            |
| Santa Maria in Campitelli                                      | Michael Louis Fitzgerald                     |
| Santa Maria in Via Lata (basilika)                             | Fortunato Frezza                             |
| Santa Maria Liberatrice a Monte Testaccio                      | Giovanni Lajolo                              |
| Santa Maria Nuova                                              | avskaffad 1661                               |
| Santa Maria Odigitria dei Siciliani (pro hac vice titulus)     | Paolo Romeo                                  |
| San Michele Arcangelo                                          | Michael Czerny                               |
| Santa Monica degli Agostiniani                                 | vakant sedan maj 2025                        |
| San Nicola in Carcere (basilika)                               | vakant sedan juli 2020                       |
| Santissimo Nome di Gesù                                        | Gianfranco Ghirlanda                         |
| Santissimi Nomi di Gesù e Maria in Via Lata                    | Timothy Radcliffe                            |
| Santissimo Nome di Maria al Foro Traiano                       | Mauro Gambetti                               |
| Nostra Signora del Sacro Cuore                                 | Kurt Koch                                    |
| Nostra Signora di Coromoto in San Giovanni di Dio              | Fernando Filoni                              |
| Ognissanti in Via Appia Nuova (pro hac vice titulus)           | Walter Kasper                                |
| San Paolo alla Regola                                          | Francesco Monterisi                          |
| San Paolo alle Tre Fontane                                     | Mauro Piacenza                               |
| San Pier Damiani ai Monti di San Paolo (pro hac vice titulus)  | Agostino Vallini                             |
| San Pio V a Villa Carpegna                                     | James Michael Harvey                         |
| San Ponziano                                                   | Santos Abril y Castelló                      |
| San Saba (basilika)                                            | Arthur Roche                                 |
| San Salvatore in Lauro (titulus till 1670)                     | Angelo Comastri                              |
| San Sebastiano al Palatino                                     | Edwin Frederick O'Brien                      |
| Santi Sergio e Bacco                                           | avskaffad 1587                               |
| Santo Spirito in Sassia                                        | Dominique Mamberti                           |
| San Teodoro                                                    | avskaffad 2004                               |
| San Teodoro in Palazio                                         | avskaffad 1587                               |
| Santi Urbano e Lorenzo a Prima Porta                           | Víctor Manuel Fernández                      |
| Santi Vito, Modesto e Crescenzia                               | Giuseppe Bertello                            |